# Alaska Panhandle

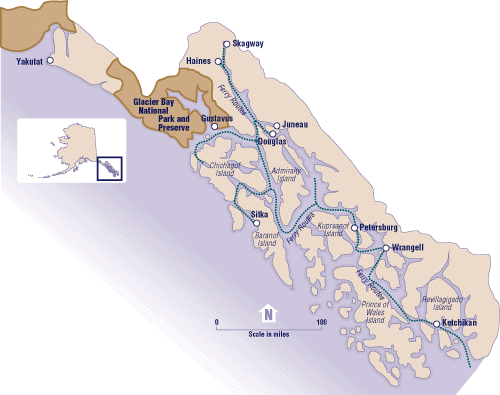
The Alaska Panhandle

De Alaska Panhandle (letterlijk vertaald Pannensteel van Alaska) is een gebied in het zuidoosten van de Amerikaanse staat Alaska. Het gebied ligt net ten westen van de Canadese provincie Brits-Columbia. 
Het grootste gedeelte van de panhandle bestaat uit Tongass National Forest, het grootste nationale bos in de Verenigde staten. Op veel plaatsen loopt de internationale grens langs de Boundary Ranges van het Kustgebergte.

## Geografie
De Alaska Panhandle is de noordelijke terminus van de Inside Passage, een beschermde waterweg. Dit was vroeger een belangrijke doorgang voor inheemse kanovaarders en schepen met goudzoekers, en tegenwoordig voor veerboten en cruiseschepen. De meest noordelijke zeestraat is de Icy Strait die via de Cross Sound uitkomt op de Golf van Alaska.
De Panhandle heeft een landoppervlak van 91.008,18 km2. Er wonen ongeveer 72.954 mensen, waarvan 42% in de steden. De hoofdstad van Alaska, Juneau, ligt ook in de Panhandle. Andere plaatsen zijn (van noordwest naar zuidoost) Yakutat, Skagway, Haines, Gustavus, Douglas (onderdeel van het stadsgebied van Juneau), Sitka, Petersburg, Wrangell en Ketchikan.
In de Panhandle liggen een aantal nationale parken zoals Tongass National Forest, Glacier Bay, Admiralty Island National Monument, Misty Fjords National Monument, Inside Passage, en vele kleine eilanden. De grootste eilanden zijn Chichagof Island, Admiralty Island, Baranof Island, Kupreanof Island, Revillagigedo Island and Prince of Wales Island.

## Ecologie
Zuidoost Alaska is een gematigd regenwoud. De meest voorkomende bomen zijn de sitkaspar en westelijke hemlockspar. Dieren die voorkomen in de Panhandle zijn onder andere de bruine beer, Amerikaanse zwarte beer, wolven, sitkaherten, bultruggen, orka's, vijf soorten van de Atlantische zalm, de Amerikaanse zeearend, zee-eenden, en marmeralken.

## Cultuur
De Panhandle is het thuisland van de Tlingit, een prehistorische stam van de Haida, en de Tsimshian. Het gebied heeft economisch en cultureel nauwe banden met Seattle en de Amerikaanse Pacific Northwest.

## Industrie
De grootste industrieën in de Panhandle zijn de commerciële visserij en toerisme. Houtkap was in het verleden ook een grote industrie, maar dit neemt snel af. 

## Transport
Vanwege het ruwe terrein hebben veel van de gemeenschappen in de Panhandle geen wegen van en naar andere plaatsen, maar enkel lokale weggetjes rond om de eigen plaats. De voornaamste middelen van transport zijn boot en vliegtuig. 
Alaska Airlines is de grootste luchtvaartmaatschappij in het gebied. De grote Boeing 737s van Alaska Airlines kunnen maar op een beperkt aantal vliegvelden landen. Daarom worden voor de kleinere vliegvelden bushvliegtuigen ingezet.